# Limonia pernigrina
Limonia pernigrina là một loài ruồi trong họ Limoniidae. Chúng phân bố ở miền Cổ bắc.